# Marie Trintignant
Marie Trintignant (Boulogne-Billancourt, 21 gennaio 1962 – Neuilly-sur-Seine, 1º agosto 2003) è stata un'attrice francese, candidata più volte al premio César.
Morì nel 2003 in seguito alle percosse inflittele dall'allora compagno Bertrand Cantat, cantante dei Noir Désir.

## Biografia

### I primi anni
Figlia dell'attore Jean-Louis Trintignant e della sua seconda moglie Nadine Marquand, sorella di Pauline e Vincent, fece il suo debutto cinematografico all'età di quattro anni, recitando insieme al padre nella pellicola Mon amour, mon amour, diretta dalla madre Nadine. Nel 1969, sua sorella Pauline morì all'età di 9 mesi in maniera inspiegabile, probabilmente a causa della sindrome della morte improvvisa del lattante. In un'intervista, il padre Jean-Louis disse di essere sopravvissuto per amore della figlia maggiore. Marie si chiuse nel silenzio e più tardi, nell'intento di superare la sua timidezza paralizzante, prese lezioni di recitazione.

### Il debutto al cinema
Nel 1978, all'età di 16 anni, debuttò nel film Il fascino del delitto (Série noire) di Alain Corneau, entrata negli annali del film noir grazie all'atmosfera e alla performance di Patrick Dewaere.
Nel 1986 recitò in Notte d'estate in città (Nuit d'été en ville) e nel 1988 Claude Chabrol, che la conosceva sin da bambina, le chiese di partecipare a Un affare di donne, per poi offrirle il ruolo principale in Betty nel 1992. Abituata a incarnare personaggi marginali, in particolare in Cible Emouvante di Pierre Salvadori, Les Marmottes di Élie Chouraqui, Les Apprentis, sempre di Salvadori (dove recitò al fianco del marito François Cluzet), raccontava al Nouvel Observateur: "amo i mostri, difendo personaggi indifendibili". Cambiò genere partendo del 2000, facendo parte del cast nel film horror Let's walk in the woods, nel film d'avventura Il Principe del Pacifico e recitando il ruolo di reporter di guerra in Harrison's Flowers. Prestò la sua voce al personaggio della contessa Marina Semenova nel film d'animazione tratto dal libro di Hugo Pratt Corto Maltese. Corte sconta detta arcana.

### Il sodalizio con il padre
Il rapporto stretto che aveva con il padre le permise di convincerlo, nel 1994, a fare parte del cast di Tre colori - Film rosso, il terzo episodio della Trilogia dei colori che il regista polacco Krzysztof Kieślowski dedicò alla bandiera francese. 
In seguito la coppia padre/figlia salì sul palco nello spettacolo teatrale basato sulla lettura di poesie di Guillaume Apollinaire. 

### Vita privata
Marie Trintignant era madre di quattro figli, fra cui Jules, nato nel 1998, avuto dall'attore e regista Samuel Benchetrit, suo ex marito.

### L'uccisione

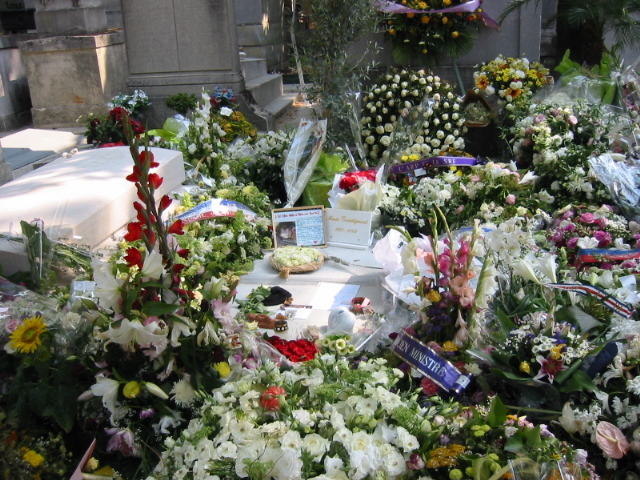
La tomba di Marie Trintignant a Père Lachaise

Nella notte tra il 26 e 27 luglio 2003, mentre si trovava a Vilnius, in Lituania, per le riprese di un film che la vedeva protagonista, Marie Trintignant venne percossa brutalmente al viso e alla testa nel corso di un violento litigio dal suo compagno Bertrand Cantat, voce e leader del gruppo rock francese Noir Désir, che era sotto l'effetto di alcool. L'attrice venne soccorsa solo l'indomani intorno alle 7,30. La violenza dei colpi le causò un grave edema cerebrale, che le causò prima il coma e poi la morte, avvenuta il 1º agosto, dopo due interventi chirurgici alla testa.
Cantat fu condannato da un tribunale lituano ad otto anni e rilasciato in libertà condizionata nel 2007, dopo quattro anni di carcere. Sette anni più tardi, la seconda moglie di Cantat morì impiccata, ma la procura di Bordeaux stabilì il non luogo a procedere nel 2013. 
Marie Trintignant è sepolta nel cimitero di Père-Lachaise a Parigi. Al suo funerale parteciparono il primo ministro di allora Lionel Jospin e l'attrice Catherine Deneuve.

## Filmografia parziale
- Tempo d'amore (Ça n'arrive qu'aux autres), regia di Nadine Trintignant (1971)
- L'uomo in basso a destra nella fotografia (Défense de savoir), regia di Nadine Trintignant (1973)
- Un giorno e una notte (Le Voyage de noces), regia di Nadine Trintignant (1976)
- Il fascino del delitto (Série noire), regia di Alain Corneau (1979)
- Premiere voyage, regia di Nadine Trintignant (1980)
- La terrazza, regia di Ettore Scola (1980)
- Un matin rouge regia di Jean-Jacques Aublanc (1981)
- Les iles regia di Iradj Azimi (1983)
- L'estate prossima (L'été prochain), regia di Nadine Trintignant (1985)
- L'estate impura (Noyade interdite), regia di Pierre Granier-Deferre (1987)
- La maison de Jeanne regia di Magali Clement (1988)
- Un affare di donne (Une affaire de femmes), regia di Claude Chabrol (1988)
- Les Jupons de la Révolution : Marat, regia di Maroun Bagdadi (1989) - miniserie TV
- Le ali del successo (Wings of Fame), regia di Otakar Votocek (1990)
- Notte d'estate in città (Nuit d'été en ville), regia di Michel Deville (1990)
- In viaggio con Alberto (Alberto Express), regia di Arthur Joffé (1990)
- Betty, regia di Claude Chabrol (1992)
- Le fuggitive (Fugueuses), regia di Nadine Trintignant (1995)
- Gli angeli di Elvis (Les démons de Jésus), regia di Bernie Bonvoisin (1996)
- Le cri de la soie, regia di Yvon Marciano (1996)
- Ponette, regia di Jacques Doillon (1996)
- Le cousin, regia di Alain Corneau (1997)
- Harrison's flowers regia di Elie Chouracqui (2000)
- Il principe del Pacifico (Le Prince du Pacifique), regia di Alain Corneau (2000)
- Una lunga lunga lunga notte d'amore, regia di Luciano Emmer (2001)
- Marinai perduti (Les Marins perdus), regia di Claire Devers (2003)
- Janis & John (Janis et John), regia di Samuel Benchetrit (2003)

## Riconoscimenti
Nella sua carriera di attrice, Marie recitò in più di 50 tra film e serie tv e fu candidata 5 volte al Premio César per le sue interpretazioni in:
- 1999 - Comme elle respire - Miglior attrice
- 1998 - Le cousin - Miglior attrice non-protagonista
- 1997 - Le cri de la soie - Miglior attrice
- 1994 - Les Marmottes - Miglior attrice non-protagonista
- 1989 - Une affaire de femmes - Miglior attrice non-protagonista

Premi
- 1992 - Betty - Miglior Attrice al Taormina Film Fest
- 2000 - Victoire ou la Douleur des femmes - Miglior attrice al Festival Internazionale di Biarritz
- 2004 - Colette, une femme libre - Miglior Attrice al Festival Internazionale di Biarritz

## Libri
La sua storia ispirò il libro La nuit avec ma femme scritto dall'ex marito Samuel Benchetrit, pubblicato il 25 agosto 2016 dall'editore Plon/Julliard e il libro inchiesta L'amour à mort di Stéphane Bouchet e Frédéric Vézard.